# Campeonato Mundial Feminino de Xadrez de 1958

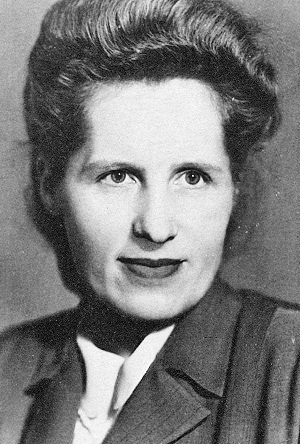
Imagem de Elisaveta Bykova, vencedora do Campeonato Mundial Feminino de Xadrez de 1958.

O Campeonato Mundial Feminino de Xadrez de 1958 foi a 11ª edição da competição sendo disputada em um match entre a então campeã Elisaveta Bykova e a desafiante Olga Rubtsova. A disputa foi realizada em Moscou entre 2 de fevereiro e 14 de março e Elisaveta Bykova reconquistou o título de campeã mundial.
|                     | 1 | 2 | 3 | 4 | 5 | 6 | 7 | 8 | 9 | 10 | 11 | 12 | 13 | 14 | Total |
| ------------------- | - | - | - | - | - | - | - | - | - | -- | -- | -- | -- | -- | ----- |
| ' Elisabeth Bykova' | 0 | 1 | 0 | ½ | 0 | ½ | 1 | 1 | 1 | 1  | 1  | 1  | 0  | ½  | 8½    |
| ' Olga Rubtsova     | 1 | 0 | 1 | ½ | 1 | ½ | 0 | 0 | 0 | 0  | 0  | 0  | 1  | ½  | 5½    |